# Mrs. Jones Entertains

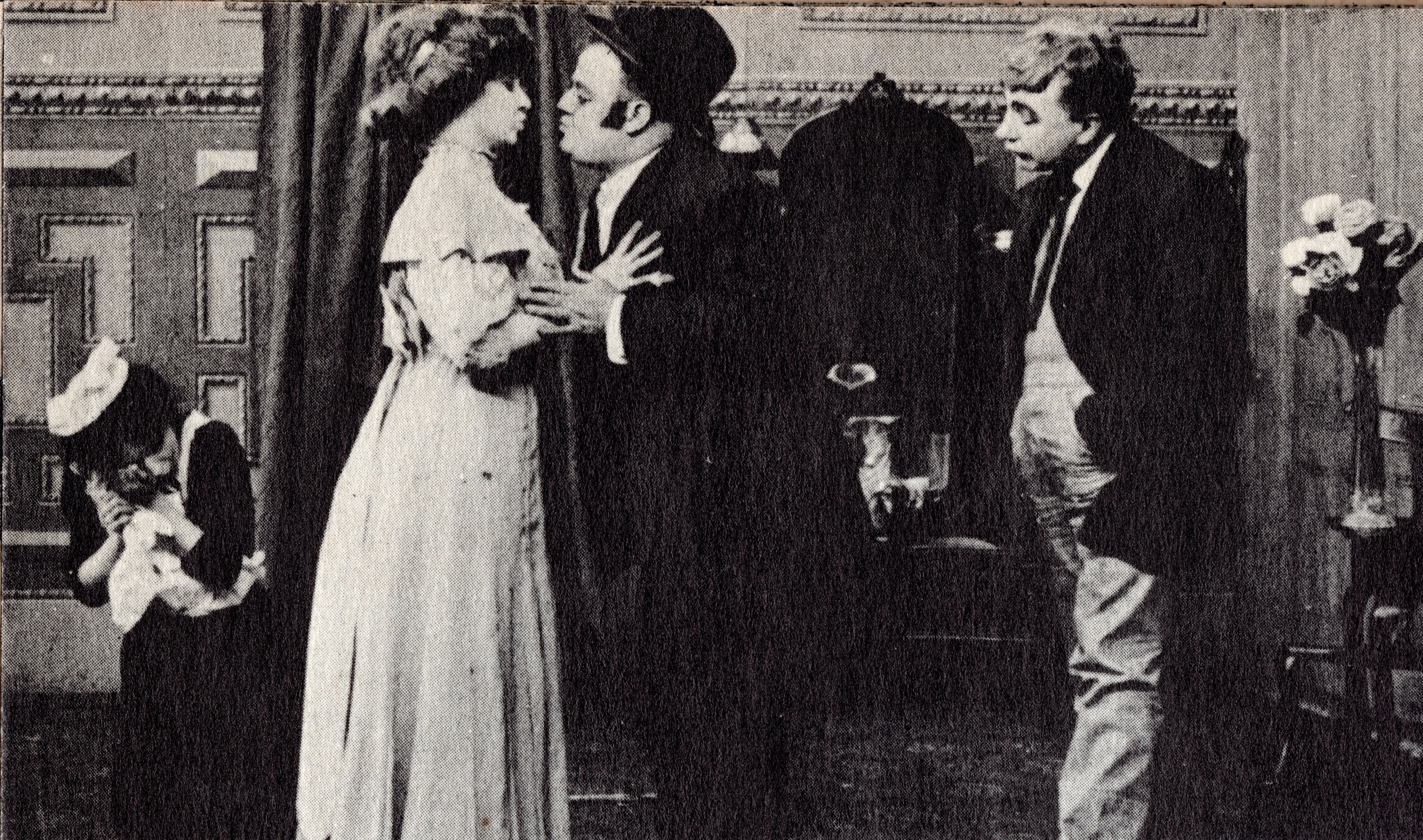
Jeanie MacPherson, Florence Lawrence, John Cumpson et Tony O'Sullivan dans Mrs. Jones Entertains.

Mrs. Jones Entertains est un film muet américain réalisé par D. W. Griffith, sorti en 1908 ou 1909.

## Synopsis
Madame Jones rassemble les membres de la Ligue de tempérance dont elle fait partie.

## Fiche technique
- Titre : Mrs. Jones Entertains
- Réalisation : D. W. Griffith
- Scénario : Frank E. Woods[1],[2] et/ou D. W. Griffith
- Société de production et de distribution : American Mutoscope and Biograph Company[3]
- Photographie : G. W. Bitzer
- Pays de production :  États-Unis
- Format[4] : Noir et blanc - Muet - 1,33:1 ou 1,37:1[1] - 35 mm[1],[5]
- Longueur de pellicule : 635 pieds (194 mètres[5])
- Durée : 11 minutes (à 16 images par seconde)[4]
- Genre : Comédie[1]
- Date de sortie : 8 décembre 1908 ou 7 janvier 1909[1] ou 9 décembre 1909[6]

## Distribution
Les noms des personnages proviennent de l'Internet Movie Database.
- Florence Lawrence : Mme Jones
- John R. Cumpson : M. Jones
- Jeanie Macpherson : la domestique
- Flora Finch : une invitée
- Linda Arvidson
- Anthony O'Sullivan
- Mary Pickford[7]
- Mack Sennett
- Harry Solter : le livreur[1],[2]

## Autour du film
Les scènes du film ont été tournées les 31 octobre et 2 novembre 1908 dans le studio de la Biograph à New York.